# 임라라
임라라(본명: 임지현, 1989년 5월 15일 ~ )는 대한민국의 희극 배우이다.

## 출연작

### 방송

#### 예능
- 웃찾사 (SBS)
  - <불편한 복남씨> 간호사 역
  - <인터뷰>
  - <덕후월드>
  - <틈새시장>
  - <남자의 심장>
- 런닝맨 (SBS): 2015년 11월 15일, 273회
- 마이 보이프렌드 이즈 베러 (Mnet) 2022년
- 조립식 가족 (tvN) 2022년
- TV조선
  - <조선의 사랑꾼>
- 유튜브
  - <엔조이커플>
  - <임라라랜드 Imlalaland>
- 아는형님 (JTBC) 2023년 11월 4일, 407회